# Jan Breydelstadion
Jan Breydelstadion är en fotbollsarena i Brygge i Belgien. Arenan byggdes 1974 och invigdes 1975.
Arenan är namngiven efter Jan Breydel, som var en flamländsk folkhjälte på 1300-talet. Från början hette arenan Olympiastadion, men i samband med en ombyggnation inför Europamästerskapet i fotboll 2000 döptes arenan om till ett mer flamländskt namn. Detta för att man skulle få ekonomiskt stöd från den flamländska regeringen.
Jan Breydelstadion stod värd för tre gruppspelsmatcher i EM 2000 och även en kvartsfinal.